# Santa Cruz Operation

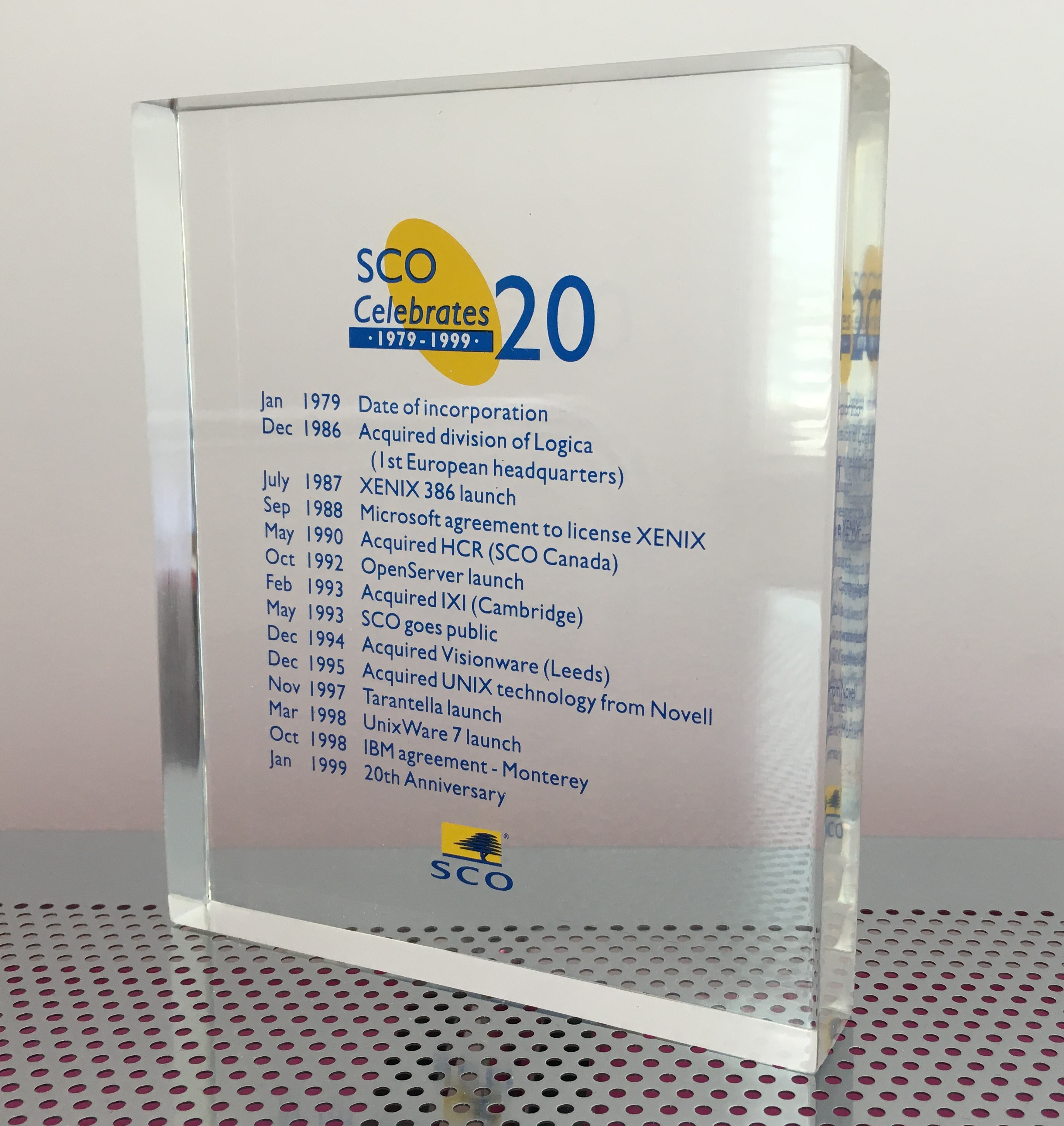
Placa conmemorativa de lucita celebrando los veinte años en el negocio de la empresa de software The Santa Cruz Operation, 1979.

Santa Cruz Operation (SCO) fue una compañía de software con base en Santa Cruz, California, EE. UU. que era conocida por vender 3 variantes de Unix para procesadores Intel X86: Xenix, SCO UNIX (más tarde conocido por SCO OpenServer), y UnixWare. Una de las precursoras de UNIX para computadoras personales, fue una de su
En 1993, SCO compra dos pequeñas compañías y desarrolla una línea de productos llamada Tarantella. En 2001, SCO vende sus derechos sobre Unix y relativas divisiones a Caldera Systems, Caldera (software). Después de esto lo único que retiene es la línea de productos Tarantella, y cambia su nombre a Tarantella, Inc..
Caldera subsecuentemente cambia su nombre a The SCO Group (NASDAQ: SCOX; actualmente: SCOXQ.PK), lo cual crea alguna confusión entre las dos compañías.
La compañía que se describe aquí es la original Santa Cruz Operation (NASDAQ: SCO). Sin embargo generalmente se refiere al simple “SCO” después del 2001, actualmente a veces se refiere a la “oldSCO” (la vieja SCO) o “Santa Cruz”, para distinguirlo de "The SCO Group" (SCOX, SCOXQ.PK).

## Santa Cruz y el Unix
SCO fue fundada en 1978 por Doug Michels y su padre Larry Michels como una compañía y consultora de UNIX.
En 1983 compra los derechos de Microsoft de Xenix para los procesadores Intel, siendo el primer paquete de sistema UNIX. Xenix fue derivado de una rama del árbol de la familia Unix. En 1987, SCO porta Xenix al procesador Intel 80386. Ese mismo año Microsoft transfiere la propiedad a SCO, bajo el acuerdo de que un 25% de propiedad de SCO es propiedad de Microsoft.
En 1986, SCO adquiere la división del grupo de productos de software Logica de UK, para formar la división Europea. Esta fue dirigida por Gary Daniels junto a Steve Brophy, Bill Bateson, Geraint Davies y Peter Kettle a cargo del desarrollo de las operaciones europeas. El brazo europeo de SCO incrementó su valor rápidamente hasta convertirse en cerca del 40% de réditos mundiales.
En 1989 SCO comienza a producir el SCO Unix, el cual deriva de un brazo desde el árbol de la familia Unix, System V Release 3.2. La versión inicial de SCO Unix, Release 3.2.0 no incluye soporte para redes TCP/IP o gráficos X Window System. Poco después el lanzamiento de esta versión de OS, SCO envió un producto integrado bajo el nombre SCO Open Desktop, u ODT.
Colectivamente, Xenix y SCO UNIX se convirtieron en los más instalados Unix, debido a la popularidad de la arquitectura x86.
La compañía pasó a ser pública en 1993 e integrar el NASDAQ. En 1994 se realiza la actualización de SCO MPX, y se añade el paquete SMP al SCO Unix
En 1995, adquiere el código fuente de UNIX de AT&T de Novell y se convierte un licenciador de UNIX, permitiendo completar una porción del System V Release 4 con características en SCO UNIX.
SCO también adquiere el sistema operativo UnixWare de Novell, renombrando al mismo tiempo a SCO UNIX como SCO OpenServer. Eventualmente fue posible reutilizar parte del código de UnixWare en la última versión de OpenServer. SCO actualizó varias versiones de UnixWare, al comenzar la versión 7.x en 1997, la cual ofreció la “fusión” entre UnixWare 2 y OpenServer 5.
Desde 1997 a 1999, SCO estuvo involucrado en “86open”.
A finales de la década de 1990, tenía alrededor de 15.000 vendedores de soluciones (value-added reseller VAR) en el mundo que proveían soluciones para cliente del sistema de Unix de SCO.
El 2 de agosto de 2000 vende su división de Software y Service para servidores, así como la tecnología de UnixWare y OpenServer, a Caldera Systems Inc. Caldera (software). La operación fue completada en mayo de 2001. En ese tiempo cambia a “Caldera Internacional”, y la parte restante de SCO, la División Tarantella, cambia su nombre a "Tarantella, Inc.
En agosto de 2002, Caldera Internacional (Caldera (software))se renombra como The SCO Group ya que los productos de SCO UNIX seguían siendo una fuente fuerte del rédito. Esa entidad también pronto comenzó las controversias con SCO-Linux.
El 14 de septiembre de 2007, se anuncia que The SCO Group se adhiere al Capítulo 11 de protección por bancarrota.

## Alianzas
SCO fue el principal socio en varias alianzas de la industria, con el fin de promover la tecnología del sistema operativo de SCO como estándar de hecho, para las plataformas de hardware emergentes. 
Las más descatadas eran:
- ACE - Fundada por Compaq, Microsoft, MIPS Computer Systems, Digital Equipment Corporation, y SCO en 1991 para conducir hacia la siguiente generación de las computadoras personales.

- 3DA - Formado por SCO y Hewlett Packard en 1995 para definir el UNIX estándar para los sistemas IA-64.

- Proyecto Monterey - formado por SCO, IBM, Sequent e Intel en 1998 para definir un UNIX estándar para los sistemas IA-64.

De última ninguna de estas alianzas fueron acertadas.
SCO fue también parte en 1993 de COSE, una iniciativa más acertada y ampliamente apoyada para crear un estándar abierto y unificado del UNIX.

## División Integración de Clientes (CID) / División Tarantella
- En 1993 SCO adquiere IXI Limited, una compañía del software en Cambridge, Reino Unido, conocida por su producto X.desktop.

- En 1994 compra Visionware, de Leeds, Reino Unido, desarrolladores de XVision.

- En 1995 combinaron a los equipos de desarrollo de la IXI y Visionware para formar IXI Visionware. Esta se convirtió más adelante en la división de la Integración de Clientes de SCO. Dicha división era relativamente independiente del resto de SCO. Se especializó en software para integrar Microsoft Windows y los sistemas de UNIX, conservó su propio Web site durante determinado tiempo y migró su software hacia todas las plataformas importantes de UNIX, incluyendo los de los competidores de SCO's.

Ocasionalmente se producían fricciones entre CID y el resto de SCO: CID veía a SCO como de lento movimiento y burocrático; SCO veía a CID como arrogante y deliberadamente incooperativo. 
- En abril del 2000, SCO se reorganizó en tres divisiones: la división de software para servidores, la división de servicios profesionales y la división Tarantella.

- En 2001, vende el negocio de UNIX, y se queda con la división Tarantella, bajo la cual cambió su nombre a: Tarantella, Inc..

## Polémica por su denuncia a IBM
En 2003 SCO, demandó a IBM por una supuesta introducción no autorizada de código propiedad suya en Linux. Esta demanda vino acompañada de un envío masivo de cartas a empresas usuarias de GNU/Linux con amenazas. Aunque no se ha informado qué programadores se culpan ni qué líneas estarían afectadas. El 18 de agosto de 2007 se conoció por fin la sentencia de este pleito que llevaba en activo desde el año 2003. Finalmente el juez Dale A. Kimball concluyó:
- Que el acuerdo que SCO tenía con Novell el único derecho otorgaba a SCO era el de vender licencias de Unix a terceros.
- SCO tiene que pagar a Novell(Suse) el 95% del importe de esas ventas, que principalmente fueron 16 millones de USD de Microsoft y 10 millones de USD de Sun.